# Johanna bolgár cárné
Johanna bolgár cárné, született Savoyai Johanna olasz királyi hercegnő (olaszul: Principessa Giovanna di Savoia, bolgárul: Йоанна / Джован, царица на българите, teljes nevén Giovanna Elisabetta Antonia Romana Maria; Róma, 1907. november 13. – Estoril, 2000. február 26.) olasz királyi hercegnő, házassága révén Bulgária cárnéja és királynéja.

## Élete

### Származása
Johanna hercegnő 1907 novemberében látott napvilágot III. Viktor Emánuel olasz király és Ilona montenegrói királyi hercegnő harmadik leányaként, illetve negyedik gyermekeként. Az olasz királyi család hagyományainak megfelelően a római katolikus hitre keresztelték meg. A hercegnő gyermekkora jelentős részét a család Villa Savoia névre hallgató birtokán töltötte. Itt nevelkedett abban a szellemben, hogy egy napon majd a Savoyai-ház dinasztikus érdekeit szolgálja. Oktatása emellett kiterjedt a zenére és a festészetre is; az irodalmat módfelett kedvelő édesapja hatására pedig megismerkedett a könyvek világával.

### Házassága, gyermekei

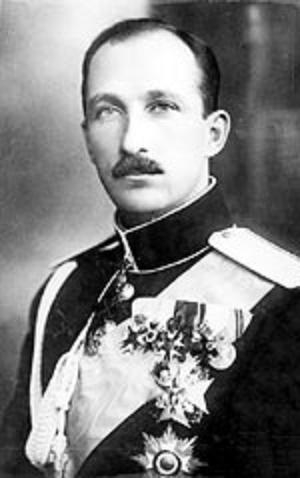
Férje, Borisz cár

1930. október 25-én Assisi városában, katolikus szertartás keretében Johanna hercegnő nőül ment III. Borisz bolgár cárhoz. A házasság valójában nem államérdekből jött létre, hiszen Olaszország nem tett szert ezáltal nagyobb befolyásra, a királyi család mégis örömmel fogadta az eseményt, s az esküvőn részt vett Benito Mussolini is. Később a párt Szófiában egy ortodox ceremónia keretében is összeeskették, eleget téve az ortodox hitű bolgár nép elvárásainak. Johanna hercegnő az ortodox esküvő miatt konfliktusba keveredett a katolikus egyházzal, melyet végül Angelo Roncalli bíboros, a későbbi pápa simított el. III. Borisz cár és Johanna cárné kiegyensúlyozott, boldog kapcsolatából két gyermek származott:
- Mária Lujza hercegnő (1933–), házassága révén leiningeni hercegné
- Simeon herceg (1937–), később Bulgária cárja és miniszterelnöke.

### Bulgária cárnéja
Johanna cárnét örömmel fogadták új hazájában, elsősorban szláv édesanyjára való tekintettel. Gyermekeit a hagyományoknak megfelelően ortodox hitre kereszteltette meg, neveltetésük is ebben a szellemben folyt. A királyné reprezentatív kötelességei mellett a jótékonykodásnak szentelte magát, különösen a gyermekkórházak támogatásának ügyét viselte a szívén. A második világháború alatt az uralkodó országa semlegességének megőrzésén fáradozott, azonban Johanna cárné segítette a bulgáriai zsidók menekülését Argentínába, amivel kivívta magának a németek ellenszenvét annak ellenére, hogy szülőországa csatlakozott a tengelyhatalmakhoz. 1943 augusztusában Adolf Hitler tárgyalásokat folytatott III. Borisz cárral. Miután az uralkodó hazatért, váratlanul megbetegedett és elhunyt – a hivatalos álláspont szerint természetes halállal, ellenben sokan arra gyanakodtak, hogy a német titkosszolgálat vetett véget a cár életének.
1943. augusztus 18-án a megözvegyült Johanna cárné egyetlen fia, a hatodik évében járó II. Simeon került a bolgár állam élére. Kiskorúsága miatt régenstanácsot neveztek ki mellé, melynek elnöke nagybátyja, Cirill preszlavi herceg lett, aki bátyjától eltérően sokkal nagyobb szimpátiát tanúsított a németek irányába. A világháború utolsó napjaiban a szovjet csapatok körülzárták az országot. Cirill herceget a nácikhoz való viszonyulása miatt kivégezték, Johanna anyakirálynét és a cári családot egy, a főváros közelében lévő palotában tartották házi őrizetben. 1946 szeptemberében a népszavazások végeredményeként kikiáltották a köztársaságot; az új kormány mindössze negyvennyolc órát adott a cári családnak és az udvarnak az ország elhagyására.

### Száműzetésben
Az uralkodócsalád Egyiptomba menekült Johanna özvegy cárné famíliájához, akiket szintén száműztek saját országukból. A család nyomorban élt, vagyonukat a kommunista rezsim elkobozta. A cárné csak Farúk egyiptomi király segítségével tudott megfelelő életkörülményeket biztosítani gyermekeinek. III. Viktor Emánuel király halála után a száműzetésben élő családtagok anyagi helyzete az örökségnek köszönhetően megjavult; de a család szétszóródott. Francisco Franco meghívására Johanna anyakirályné és gyermekei Spanyolországba költöztek; a diktátor minden címük elismerése mellett egy madridi rezidenciát is a rendelkezésükre bocsátott. Az özvegy cárné olasz földön való letelepedési kérvényét az olasz kormány többször is elutasította. Fia egy spanyol nemesi hölggyel kötött házassága után az anyakirályné Portugáliában vásárolt magának egy birtokot fivérével közösen. 1993-ban, férje halálának ötvenedik évfordulóján térhetett vissza Bulgáriába, ahol nagy lelkesedéssel fogadták.
Johanna bolgár cárné és olasz királyi hercegnő élete utolsó éveit portugál földön, Estoril városában töltötte. Itt érte a halál kilencvenkét évesen, 2000. február 26-án. Esküvője színhelyén, az Assisiban található Szent Ferenc-bazilikában temették el.

## Külső hivatkozások
- Életrajzi adatok
- Életrajza (bolgárul)
- Képek, érdekességek Archiválva 2021. május 5-i dátummal a Wayback Machine-ben (angolul)

| Előző Reuss–Köstritzi Eleonóra | Bolgár cárné 1930 – 1943 | Következő Margarita Gómez-Acebo y Cejuela (címzetes) |